# Răsuceni
Răsuceni è un comune della Romania di 2 498 abitanti, ubicato nel distretto di Giurgiu, nella regione storica della Muntenia.
Il comune è formato dall'unione di 4 villaggi: Carapancea, Cucuruzu, Răsuceni, Satu Nou.